# Московський міжнародний автомобільний салон
Московський Міжнародний Автомобільний Салон, ММАС (MIAS, Moscow International Automobile Salon) — автосалон, що проходить раз на два роки (тільки по парних роках), в кінці серпня в Москві, Росія. З 2006 року місце проведення — МВЦ «Крокус Експо» (площа павільйонів — 548 794 м2). Виставці присвоєна категорія А, яка присвоєна лише п'яти міжнародним автосалонам: Детройтському, Лондонському, Женевському, Франкфуртському, Паризькому.
Традиційно в рамках ММАС в МВЦ «Крокус Експо» збираються найбільші світові автовиробники: Audi, BMW, Cadillac, Citroen, Chevrolet, Chrysler, FIAT, Ford, Honda, Hyundai, Infiniti, Isuzu, Jaguar, KIA, Land Rover, Lexus, Mazda, Mercedes-Benz, MINI, Mitsubishi, Nissan, Opel, Peugeot, Porsche, Renault, Skoda, Ssang Young, Subaru, Suzuki, Toyota, Volkswagen, Volvo, ВАЗ, ГАЗ, УАЗ, ТАГАЗ.